# Mai Thế Hiệp
Mai Thế Hiệp (hay Jayvee Mai Thế Hiệp, Jayvee Mai, sinh ngày 9 tháng 12 năm 1970 tại Biên Hòa, Đồng Nai) là đạo diễn, diễn viên, nhà biên kịch và nhà sản xuất người Mỹ gốc Việt. Anh theo học và tốt nghiệp Cao đẳng sân khấu tại trường East Los Angeles College vào năm 1993, nhận bằng Cử nhân sân khấu tại trường California State University, Los Angeles vào năm 1996. Một thời gian dài sau đó, anh hoạt động nghệ thuật trong nhiều vai trò khác nhau như diễn viên, biên tập chương trình, đạo diễn sân khấu ở hải ngoại.
Năm 2011, Mai Thế Hiệp về Việt Nam và tham gia nhiều chương trình sân khấu, phim ảnh. Anh tham gia vai phụ trong nhiều bộ phim Việt Nam nổi tiếng như Thiên mệnh anh hùng, Tôi thấy hoa vàng trên cỏ xanh, Scandal: Bí mật thảm đỏ, Cô dâu đại chiến 2, Đoạt Hồn, Siêu Trộm và Bạn gái tôi là sếp. Năm 2017, bộ phim điện ảnh đầu tay do anh đạo diễn là Có căn nhà nằm nghe nắng mưa, Thạch Thảo đã tạo nên không ít tiếng vang.
Mai Thế Hiệp còn là một nhà biên kịch, sản xuất phim và casting director cho nhiều dự án phim điện ảnh tại Việt Nam. 

## Phim ảnh

### Phim đã tham gia
- Ngày giỗ (2003)
- Vượt sóng (2006)
- 21 and a Wake-Up (2009)
- Long Ruồi (2011)
- Thiên mệnh anh hùng (2012)
- Scandal: Bí mật thảm đỏ (2012)
- Better Man (2013)
- Âm mưu giày gót nhọn (2013)
- Tiền chùa (2013)
- Tèo em (2013)
- Cô dâu đại chiến 2 (2014)
- Đoạt hồn (2014)
- Scandal: Hào quang trở lại (2014)
- Little Saigon (2014)
- Chàng trai năm ấy (2014)
- Trúng số (2015)
- Cha và con và... (2015)
- A Part of the Past (2015)
- Tôi thấy hoa vàng trên cỏ xanh (2015)
- Em là bà nội của anh (2015)
- Bao giờ có yêu nhau (2016)
- Siêu trộm (2016)
- Bạn gái tôi là sếp (2017)
- Thạch Thảo (2018)
- Ròm (2020)
- Người lắng nghe: Lời thì thầm (2021)
- Tro tàn rực rỡ (2021)
- Cám (2024)
- Nhà gia tiên (2024)
- Mưa đỏ (2025)

### Đạo diễn
- Có căn nhà nằm nghe nắng mưa (2017)
- Thạch Thảo (2018)